# Sandrinho

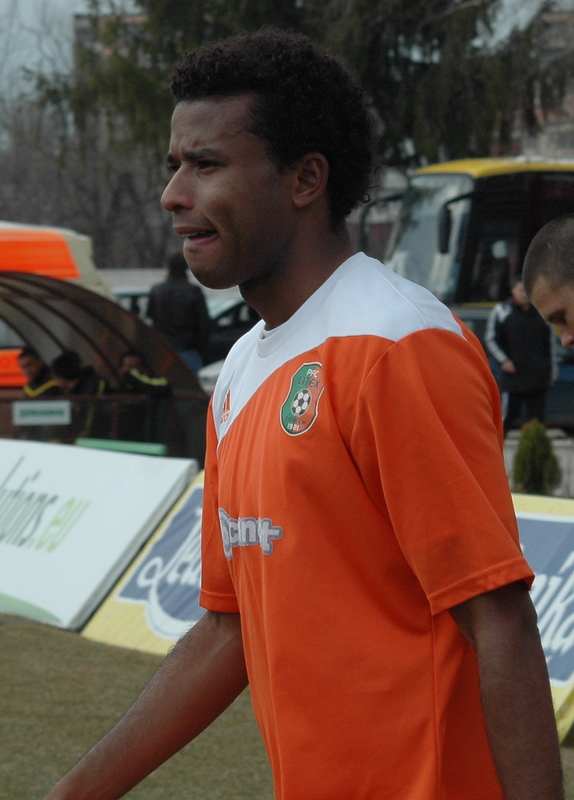
Sandrinho

Alejandro Corea Sandrinho (Aimorés, 5 juli 1980) is een Braziliaans voetballer (middenvelder), die voor Liteks Lovetsj speelt.

## Carrière
- 1990-2000: Nacional Futebol Clube
- 2000-2002: CF Monterrey
- 2002-2003: TEGU
- 2003-2004: EC Juventude
- 2004-  nu : Liteks Lovetsj